# Universidade de Queensland
A Universidade de Queensland ou, na sua forma portuguesa, da Queenslândia/Terra da Rainha (UQ) é a universidade mais antiga do estado de Queensland, Austrália. Faz parte do Group of Eight, bem como das Universidades Sandstone. Também é membro-fundadora da organização internacional Universitas 21.
A universidade tem o seu campus principal no subúrbio de Santa Lúcia, em Brisbane. Os outros campi situam-se em Ipswich, Gatton, Herston, Brisbane do Sul, Rua Turbot e Moggill.
Foi fundada em 10 de Dezembro de 1909, pelo Sir William MacGregor como primeiro reitor (e Reginald Heber Roe como vice-reitor) e era situada originalmente no centro comercial de Brisbane. Em 1927, as terras nas quais seria construído o campus de Santa Lúcia foram compradas pelo conselho da cidade de Brisbane por meio de doações, no intuito de substituir o apertado campus situado na cidade — que hoje é o campus Gardens da Universidade Tecnológica de Queensland (QUT).
A UQ é uma das cinco melhores universidades australianas em pesquisa intensiva. Contém muitos  centros de pesquisa colaborativos e através de parcerias, como o Instituto para a Biociência Molecular (que conduz uma parceria de pesquisas com a CSIRO (Organização de Pesquisa da Comunidade Científica e Industrial), com o Instituto de Bioengenharia e Nanotecnologia (AIBN) e com o Instituto do Cérebro de Queensland (QBI). Além disso, a UQ está envolvida com centros como o Instituto de Pesquisas Médicas de Queensland (QIMR), no Hospital Real de Brisbane.